# مينيسوتا ستيت هايوي 60
الطريق السريع الرئيسي 60 (مينيسوتا 60) (Trunk Highway 60 (MN 60)) طريق سريع بطول 221.532 ميلاً (356.521 كم) في جنوب ولاية مينيسوتا الأمريكية، ويمتد من أيوا هايوي 60 عند حدود ولاية أيوا (في بيغلو) ويستمر من الشرق إلى الشمال الشرقي إلى نهايته الشرقية في حدود الولاية ويسكونسن (في واباشا)، حيث يصبح الطريق هو طريق ويسكونسن هايوي 25 عند عبور نهر المسيسيبي.
الهايوي 60 هو الطريق السريع الوحيد في مينيسوتا الذي يمتد من حدود إلى حدود أخرى. يمتد المسار في اتجاه عام من الجنوب الغربي إلى الشمال الشرقي.
يشكل نصفه الغربي جزءًا كبيرًا من الطريق السيار المكون من أربعة حارات والذي يربط بين مدينة سو سيتي والمدنتين التوأم.